# Team 17
Team17 Software és una companyia de videojocs, de 17Bit Software, una Amiga PD/Demo grup d'usuaris a finals dels anys 1980. La companyia està situada actualment a Ossett, West Yorkshire, Regne Unit. Molt coneguda per la saga Worms (inicialment desenvolupat per Andy Davidson), o també Superfrog i Alien Breed. La majoria dels jocs que llençava era pel sistema Amiga. Tanmateix, ara desenvolupa per Windows i tota la majoria de consoles.

## Història
Team 17 és un equip de programadors que han creat jocs com Worms i Lemmings. Va ser creat quan els seus integrants encara eren estudiants de la universitat.

## Creacions

### Lemmings
(PS2) 01/09/2006
(PSP) 15/03/2006

### Worms: Open Warfare
(DS, PSP) 24/03/2006

### Worms 4: Mayhem
(PC, PS2, XBOX) 28/07/2005

### Worms Forts Under Siege
(PC, PS2, XBOX) 30/11/2004

### Worms3D
(PC, PS2, GC, XBOX) 31/10/2003

### Worms World Party
(GBA) 26/09/2002

### Worms Blast
(PS2, GC, XBOX) 01/04/2002

### Worms Battle Pack
(PC) 29/03/2002